# أبو عجيلة
أبو عجيلة قرية سورية صغيرة تتبع ناحية الجوادية في منطقة المالكية التابعة لمحافظة الحسكة. بلغ عدد سكانها 180 نسمة عام 2004.